# Хоторн, Хлоя
Хлоя Шарлотта Хоторн (англ. Chloe Charlotte Hawthorn; род. 17 августа 2002) — британская юная актриса из Хаверинга, наиболее известная своей ролью Матильды Уормвуд в мюзикле «Матильда», которую она играла поочерёдно с Люси Мэй-Бикок, Хейли Кенхэм, Элис Блейк, Кристиной Фрей и Ларой Уоллингтон.

## Биография
Проживает в графстве Эссекс и обучается в Beverly Marks Stage School. Участвует в многочисленных мюзиклах и состоит в Spirit Young Performers Company. В частности она участвовала в музыкальной постановке «Волшебник из страны Оз» в театре «Уэст-Энд». В августе 2012 года Хлое досталась роль Матильды в мюзикле «Матильда»; ранее эту роль поочерёдно играли Клео Деметриу, Джейд Марнер, Изобель Моллой и Элеонор Уортингтон-Кокс. Хлои, наряду со своими товарищами из «Матильды», вошла в жюри/стала судьей на каналах CBBC и BBC One на шоу Junior Masterchef. В дальнейшем она выиграла премию Mousetrap Award в номинации «Лучшая актриса». Хоторн завершила своё участие в «Матильде» 1 сентября 2013 года и на сотом Royal Variety Performance исполнила часть песни «Naughty». Также она участвовала в Церемонии вручения Премии Лоуренса Оливье 2013 вместе с Ларой Уоллингтон, Элизой Блейк и Кристиной Фрей. Затем она исполнила главную роль Софии в театральной постановке 2014 года «Большой и добрый великан» в Бирмингемском репертуарном театре вместе с Мадлен Хайнес и Ларой Уоллингтон. После участия во многих семинарах, набравших больше количество просмотров онлайн-трансляций и записей на Youtube, Хоторн объявила, что она присоединится к Spirit Young Performers Company в 2016 году.